# اوگاساوارا ناگاکیو
اوگاساوارا ناگاکیو (انگلیسی: Ogasawara Nagakiyo؛ ۵ مارس ۱۱۶۲ – ۱۵ ژوئیه، ۱۲۴۲) بوشی، سامورایی، جنگ‌سالار اهل ژاپن بود.